# Cueva del Sudor
La cueva del sudor o cueva de la sudor es una cueva y zona especial de conservación de Morata de Jalón (España).

## Descripción
Como muchas cuevas, se debe a la geología calcárea de la zona, que genera oquedades donde el agua ha disuelto el mineral. Debe su nombre a las filtraciones que percolan a través de la roca y que generan estalactitas y estalagmitas. Algunas de ellas, como la estructura apodada "el organillo" son de interés espeleológico.
El espacio es de interés natural por ser un refugio para los murciélagos. Cinco especies diferentes la habitan: Miniopterus schreibersii, Myotis myotis, Rhinolophus euryale, Rhinolophus ferrumequinum y Rhinolophus hipposideros, lo que ha motivado la protección del espacio pese a su reducido tamaño. El espacio también es refugio para algunos reptiles como la serpiente Hemorrhois hippocrepis y la lagartija Acanthodactylus erythrurus, e invertebrados, habiéndose descubierto una nueva especie de diplura en la cueva.
La cueva se integra con otras cuevas del sistema ibérico como la sima del Árbol (La Almunia) y las cuevas del Muerto y del Mármol (Ricla) y los espacios naturales protegidos en las orillas del río Jalón (ZEPAs de los Desfiladeros del Río Jalón y Hoces del Jalón) para conformar un corredor biológico importante para la preservación de los quirópteros en el valle medio del Ebro. Se han realizado igualmente estudios herpetológicos en la cueva. Así, la cueva fue designada lugar de importancia comunitaria (LIC) y posteriormente ratificado como zona especial de conservación. Con apenas 0.03 Ha, es el espacio natural protegido más pequeño de Aragón.
La cueva está abierta a visitas, previo contacto con la oficina de turismo de la localidad. Tiene igualmente una larga tradición de espeleología entre los grupos regionales.